# Pulsatille rouge
Pulsatilla rubra
Espèce
La pulsatille rouge ou anémone rouge (Pulsatilla rubra) est une espèce de plante herbacée vivace de la famille des renonculacées.

## Synonyme
Anemone rubra Lam.

## Description
Haute de 10 à 30 cm, elle est couverte de longs poils. Les feuilles sont plusieurs fois pennées et disposées en rosette près du sol. La fleur est rouge bordeaux (alors que l'anémone pulsatille vulgaire a une teinte tirant plus vers le violet), de 4 cm de diamètre, isolée, en forme de cloche, avec 6 tépales couverts de poils argentés à l'extérieur et des étamines jaune vif. Une fois fleurie, la plante ressemble à un plumeau assez caractéristique.

## Biologie
Floraison en avril.

## Habitat et répartition
La Pulsatille rouge est essentiellement présente dans le Massif central sur les versants orientaux relativement secs des différents massifs, en particulier dans les landes à genêt purgatif. On peut toutefois la trouver ponctuellement un peu plus à l'est du Massif central, comme dans le Bugey ou les préalpes de la Drôme (environs de Dieulefit) ou encore dans des zones plus éloignées comme la Touraine ou l'Anjou sur les bords de la Loire (graines véhiculées par le fleuve depuis le Massif central ?).
Une sous-espèce pousse exclusivement sur les Grands Causses (ssp serotina) et une autre dans le nord de l'Espagne (ssp hispanica).

## Statut de protection
Cette espèce est protégée dans les régions Rhône-Alpes et Pays de la Loire (Article 1).